# Berezóc
Berezóc (szlovákul: Brezovec, ukránul: Berezovec) község Szlovákiában, az Eperjesi kerület Szinnai járásában.

## Fekvése
Szinnától 30 km-re délkeletre, az ukrán határ mellett fekszik.

## Története
A 18. század végén Vályi András így ír róla: „BREZOVETZ. Tót falu Zemplén Vármegyében, birtokosa a’ tudományi kintstár, egy völgyben fekszik, Nasztászí hegy alatt a’ Szinai járásban. Határja soványas mert hegyes, réttyei jó szénát teremnek, legelőjök elég van, erdőjök hasonlóképen, piatzok Ungváron, harmadik Osztálybéli.”
Fényes Elek 1851-ben kiadott geográfiai szótárában így ír a faluról: „Brezovecz, orosz falu, Zemplén vmegyében, Szinna fiókja: 119 g. kath., 8 zsidó lak., 151 hold szántófölddel.”
Borovszky Samu monográfiasorozatának Zemplén vármegyét tárgyaló része szerint: „Brezócz, azelőtt Brezovecz. Ruthén kisközség, mindössze 24 házzal és 142 gör.-kath. vallású lakossal. Ung vármegye határán fekszik. Hajdan a terebesi pálosok birtoka volt, azután a m. kir. vallásalapé lett, végre az eperjesi gör.-kath. püspökség kapta és most is annak van itt nagyobb birtoka. Postája Ublyán van, távírója és vasúti állomása pedig Kisbereznán.”
1920 előtt Zemplén vármegye Szinnai járásához tartozott, majd az újonnan létrehozott csehszlovák államhoz csatolták. 1939 és 1945 között ismét Magyarország része.

## Népessége
| Év:            | 1994. | 2004.    | 2014.    | 2024.    |
| -------------- | ----- | -------- | -------- | -------- |
| Emberek száma: | 79    | 53       | 42       | 36       |
| Eltérés:       |       | -32,91 % | -20,75 % | -14,28 % |

| Év:            | 2023. | 2024. |
| -------------- | ----- | ----- |
| Emberek száma: | 36    | 36    |
| Eltérés:       |       | +0 %  |

1910-ben 167, túlnyomórészt ruszin anyanyelvű lakosa volt.
2001-ben 63 lakosából 45 szlovák, 8 ruszin, 4 ukrán volt.
2011-ben 49 lakosából 25 szlovák és 15 ruszin volt.